# Friedrich Jenison-Walworth
Friedrich hrabě Jenison-Walworth, česky Bedřich Jennison-Wallworth (24. prosince 1842 Mostkovice – 9. října 1914 Uhřice), byl rakouský šlechtic a politik německé národnosti z Moravy, v 2. polovině 19. století poslanec Říšské rady a Moravského zemského sněmu.

## Biografie
Pocházel z šlechtického rodu, původně z Anglie, později usazeného ve střední Evropě. Jennison-Walworthové byli roku 1790 povýšení v Bavorsku do hraběcího stavu. Friedrich prodělal studia práv a hospodářství. V druhé polovině 19. století zakoupil statek a zámek
v Uhřicích.
Počátkem 70. let se zapojil do politiky V doplňovacích volbách roku 1877 byl zvolen na Moravský zemský sněm za kurii velkostatkářskou, II. sbor. Zvolen byl 7. dubna 1877. Mandát obhájil v zemských volbách v roce 1878, zemských volbách v roce 1884, zemských volbách v roce 1890 a zemských volbách v roce 1896.
Byl i poslancem Říšské rady (celostátního parlamentu), kam usedl v doplňovacích volbách roku 1877 za velkostatkářskou kurii na Moravě. Slib složil 25. září 1877. V roce 1877 se uvádí jako statkář, bytem Uhřice. Zastupoval Stranu ústavověrného velkostatku, která byla provídeňsky a centralisticky orientována.
Zemřel svobodný a bezdětný v říjnu 1914. Jeho smrtí vymřel rod Jennison-Walworthů po meči. Dědicové pak zámek v Uhřicích před 2. světovou válkou prodali.